# موآن
موآن (به لاتین: Muan County) یک منطقهٔ مسکونی در کره جنوبی است که در استان جئولانام-دو واقع شده‌است. موآن ۴۳۶٫۴ کیلومتر مربع مساحت و ۷۵٬۷۱۸ نفر جمعیت دارد.

## خواهرخوانده
شهر وردا (هاول) خواهرخواندهٔ موآن هست.